# Henry William Massingham

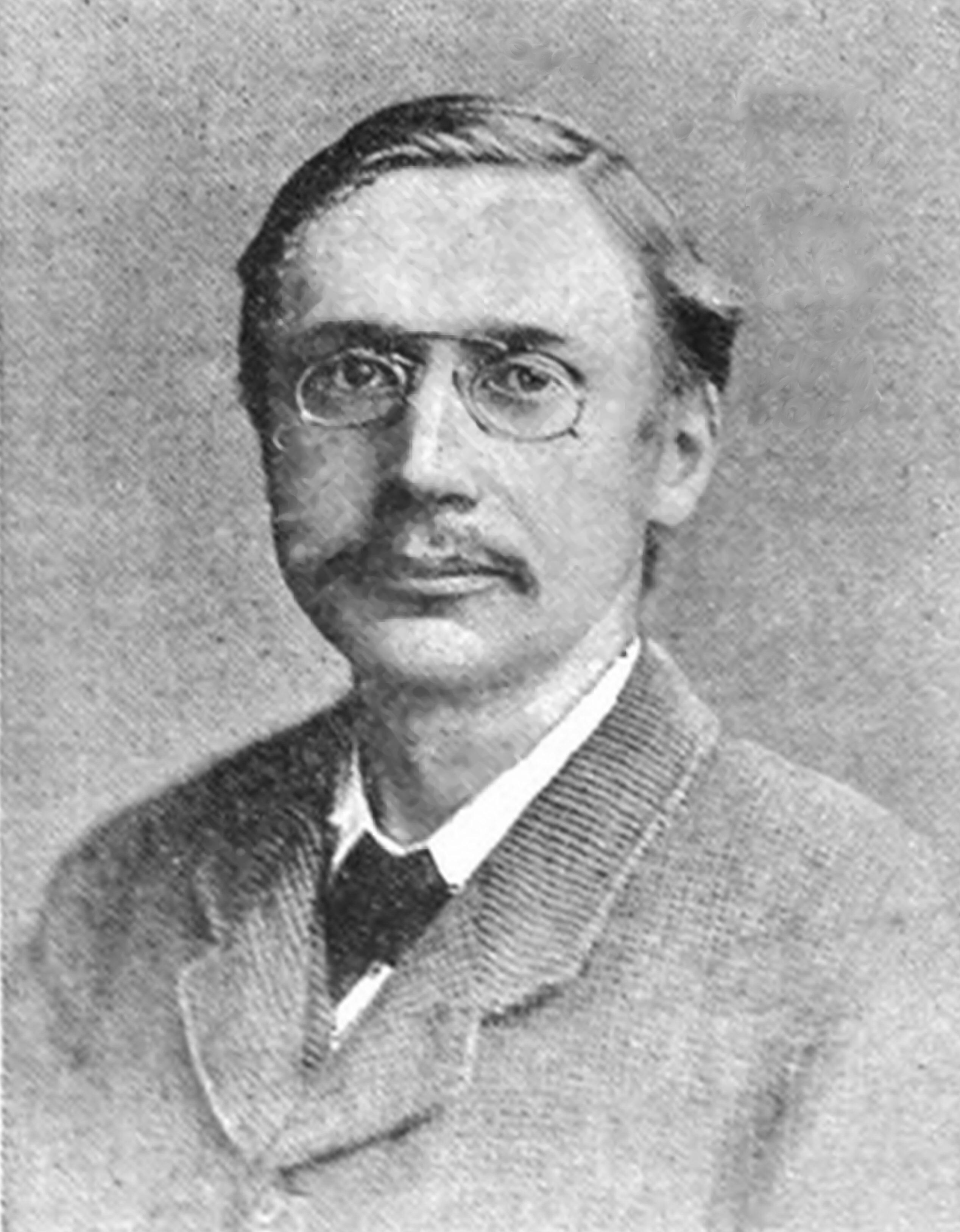
Henry William Massingham (1891)

Henry William Massingham (meist H. W. Massingham; * 25. Mai 1860 in Old Catton, Norfolk, England; † 27. August 1924 in Tintagel, Cornwall) war ein britischer Journalist und Herausgeber.

## Leben und Wirken
Henry William Massingham war der zweite von drei Söhnen von Joseph Massingham († 1866) und dessen Frau Marianne geb. Riches. Er besuchte die Sun Lane School in New Catton und die Grammar School in Norwich. 1877 wurde er Reporter bei den Zeitungen Eastern Daily Press und Norfolk News. 1888 wechselte er zu The Star, für den er 1890 einige Monate Herausgeber war. 1891 wurde er Herausgeber der Labour World und ging 1892 zum Daily Chronicle. Dort war er von 1894 bis 1899 Herausgeber. Danach arbeitete er bis 1907 für The Manchester Guardian und The Daily News. 1907 übernahm er die Herausgeberschaft der Wochenzeitschrift The Nation. Diese Tätigkeit beendete er 1923 wegen politischer Differenzen. Danach war er Kolumnist bei der Tageszeitung The Christian Science Monitor und bei den Wochenzeitungen The Spectator und New Statesman.
1887 heiratete Massingham Emma Jane geb. Snowdon († 1905), mit der er sechs Kinder hatte. Sein Sohn Harold John Massingham (1888–1952) wurde Schriftsteller und Dichter, Richard Massingham (1898–1953) Filmproduzent, Regisseur und Schauspieler, Hugh Massingham (1905–1971) Schriftsteller und die Tochter Dorothy Massingham (1889–1933) Dramatikerin und Schauspielerin. Nach dem Tod seiner Frau heiratete er 1907 deren Schwester Ellen Snowdon. Die Hochzeit fand auf der Insel Guernsey statt, weil eine zweite Heirat auf dem britischen Festland nicht möglich war.
Henry William Massingham wurde auf dem Old Brompton Cemetery in London beerdigt.
Der britische Historiker Alfred F. Havighurst veröffentlichte 1974 eine Studie zum Leben und zur Karriere von H. W. Massingham. Darin untersucht er unter anderem die Auseinandersetzungen mit der Fabian Society, in der Massingham von 1891 bis 1895 aktives Mitglied war, seine Haltung zu Archibald Primrose und seine Verbindung zu Ramsay MacDonald.

## Schriften
- The London Daily Press … With illustrations and portraits. Religious Tract Society, London 1892, OCLC 752726235.
- The life and political career of the Right Hon. W. E. Gladstone. Office of the Illustrated London News, London 1898, OCLC 81800241.
- The Gweedore hunt. A story of English justice in Ireland. Fisher Unwin, London 1889, OCLC 26751002.
- Labour and protection. A series of studies. Fisher Unwin, London 1903, OCLC 7949898.
- Einleitung zu: Winston Churchill: Liberalism and the Social Problem. Hodder & Stoughton, London 1909, OCLC 559190655.
- Why we came to help Belgium. In: The Nation. 3. Oktober 1914. Harrison, London 1914, OCLC 251613074.
  - Deutsch: Wie England dazu kam, Belgien zu helfen. Eyre & Spottiswoode, London 1914, DNB 361534035.
- Einleitung zu: Reuben Shapcott (Hrsg.), William Hale White (= Mark Rutherford): Autobiography. Fisher Unwin, London 1923, OCLC 500490808. Neuausgabe: The autobiography of Mark Rutherford. Jonathan Cape, London 1928, OCLC 220895338.

1919 erschien eine Sammlung von Korrespondenzen von Massingham mit dem britischen Polarforscher Apsley Cherry-Garrard zu einem Artikel in The Nation über Ernest Shackleton, die im Scott Polar Research Institute der University of Cambridge aufbewahrt wird.
Das Norfolk Record Office bewahrt Briefe von H. W. Massingham aus den Jahren 1872 bis 1908 auf.